# Municipio de St. Jacob
El municipio de St. Jacob (en inglés: St. Jacob Township) es un municipio ubicado en el condado de Madison en el estado estadounidense de Illinois. En el año 2010 tenía una población de 2578 habitantes y una densidad poblacional de 27,69 personas por km².

## Geografía
El municipio de St. Jacob se encuentra ubicado en las coordenadas 38°41′31″N 89°44′58″O / 38.69194, -89.74944. Según la Oficina del Censo de los Estados Unidos, el municipio tiene una superficie total de 93.1 km², de la cual 92,2 km² corresponden a tierra firme y (0,97 %) 0,91 km² es agua.

## Demografía
Según el censo de 2010, había 2578 personas residiendo en el municipio de St. Jacob. La densidad de población era de 27,69 hab./km². De los 2578 habitantes, el municipio de St. Jacob estaba compuesto por el 98,37 % blancos, el 0,35 % eran afroamericanos, el 0,12 % eran amerindios, el 0,23 % eran asiáticos, el 0,12 % eran de otras razas y el 0,81 % eran de una mezcla de razas. Del total de la población el 1,98 % eran hispanos o latinos de cualquier raza.